# 川上村 (岡山県)
川上村（かわかみそん）は、岡山県の北部（真庭郡）に位置し鳥取県と境を接していた村である。現在は合併により真庭市（蒜山地域）となった。
村役場は真庭市役所蒜山振興局川上出張所が一時期置かれていたが、その後川上保健センター内へ移転され、現在は真庭市の川上児童クラブが入っている。

## 地理
中国山地に位置し山林と高原で占められており、中国地方最高峰の大山が望める地である。隣村の八束村と共に西の軽井沢と呼ばれる蒜山高原の一角を成す。夏はキャンプ、冬はスキーが楽しめるリゾート地である。

## 歴史
- 1902年（明治35年）4月1日 - 真庭郡徳田村と茅部村の一部（大字西茅部・東茅部・本茅部）が合併し川上村となる。
- 2005年（平成17年）3月31日 - 真庭郡勝山町・落合町・湯原町・久世町・美甘村・八束村・中和村、上房郡北房町との対等合併により真庭市となる。同日川上村は廃止。

## 大字
村内には7つの大字があった。真庭市成立時に頭に「蒜山」を付した名称に変更された。
- 湯船（ゆぶね） ： 現在は真庭市蒜山湯船
- 上福田（かみふくだ） ： 現在は真庭市蒜山上福田
- 東茅部（ひがしかやべ） ： 現在は真庭市蒜山東茅部
- 西茅部（にしかやべ） ： 現在は真庭市蒜山西茅部
- 本茅部（ほんかやべ） ： 現在は真庭市蒜山本茅部
- 上徳山（かみとくやま） ： 現在は真庭市蒜山上徳山
- 下徳山（しもとくやま） ： 現在は真庭市蒜山下徳山

## 地域

### 教育
- 蒜山教育事務組合立川上小学校
- 中学校は八束村にある蒜山教育事務組合立蒜山中学校に通う。

現在は上記各校とも真庭市立となっている。
- 中四国酪農大学校

## 交通

### 鉄道
村内を走る鉄道はない。かつて国鉄南勝線計画があったが全く着手されないままに終わった。鉄道を利用する場合の最寄り駅は、JR西日本伯備線江尾駅。

### 道路

#### 高速道路
- 米子自動車道
  - 蒜山高原SA - 蒜山IC

#### 一般国道
- 国道482号

#### 県道
- 岡山県道58号北房川上線
- 岡山県道113号上徳山俣野江府線
- 岡山県道114号大山上福田線（蒜山大山スカイライン）
- 岡山県道322号中福田湯原線
- 岡山県道324号東茅部下福田線
- 岡山県道422号蒜山高原線
- 岡山県道702号八束川上自転車道線

#### 道の駅
- 風の家